# Чарльз, Аннетт
Анне́тт Чарльз (англ. Annette Charles), урождённая — Кардо́на (англ. Cardona; 5 марта 1948, Лос-Анджелес, Калифорния, США — 3 августа 2011, там же) — американская актриса.

## Биография
Аннетт Кардона родилась 5 марта 1948 года в Лос-Анджелесе (штат Калифорния, США).
В 1968 году Аннетт начала сниматься в кино, дебют в кино — роль Джилл в телесериале «Высокий колючий кустарник». Последний раз она появилась в кино в 1987 году, сыграв роль Марии Торрес в сериале «Частный детектив Магнум». Всего за 19 лет работы в кино актриса снялась в 18-ти фильмах и сериалах.
В 2001 году Аннетт окончила Нью-Йоркскую школу социальной работы и начала преподавать в Университете штата Калифорния в Нортридже.
63-летняя Аннетт Чарльз скончалась 3 августа 2011 года в Лос-Анджелесе (штат Калифорния, США) после продолжительной борьбы с раком лёгкого. На момент смерти она была замужем за Робертом Ромео.

## Фильмография
| Год       |    | Русское название                              | Оригинальное название                                  | Роль                     |
| --------- | -- | --------------------------------------------- | ------------------------------------------------------ | ------------------------ |
| 1968      | с  | Высокий колючий кустарник                     | High Chaparral, The                                    | Джилл                    |
| 1970      | с  | Летающая монахиня                             | Flying Nun, The                                        | Луиза                    |
| 1970      | с  | Дымок из ствола                               | Gunsmoke                                               | Рита                     |
| 1972      | с  | Отряд «Стиляги»                               | Mod Squad, The                                         | Кори                     |
| 1972      | с  | Золотое дно                                   | Bonanza                                                | Кармен                   |
| 1972      | с  | Баначек                                       | Banacek                                                | Сесилия Гомес            |
| 1972—1974 | с  | Чрезвычайная ситуация!                        | Emergency!                                             | Госпожа Харроу/жена      |
| 1974—1977 | с  | Барнаби Джонс                                 | Barnaby Jones                                          | Анджела/Люси Стэл        |
| 1976—1977 | с  | Бионическая женщина                           | Bionic Woman, The                                      | Элора/Эмеральд           |
| 1977      | с  | Человек из Атлантиды                          | Man from Atlantis                                      | Джинни Мендоза           |
| 1978      | ф  | Бриолин                                       | Grease                                                 | Ча-Ча ДеГригорио         |
| 1979      | ф  | В поисках исторического Иисуса                | In Search of Historic Jesus                            | Мария Магдалина          |
| 1979      | тф | Ты можешь слышать смех? История Фредди Принца | Can You Hear the Laughter? The Story of Freddie Prinze | Билли                    |
| 1980      | с  | Невероятный Халк                              | Incredible Hulk, The                                   | Рита                     |
| 1981      | тф | Музыкальная комедия сегодня 2                 | Musical Comedy Tonight II                              | имя персонажа неизвестно |
| 1985      | ф  | Латиноамериканец                              | Latino                                                 | Марлена                  |
| 1987      | с  | Частный детектив Магнум                       | Magnum, P.I.                                           | Мария Торрес             |